# Tynanthus
Tynanthus, biljni rod iz porodice katalpovki smješten u tribus Bignonieae. Sastoji se od 16 vrste lijana rasprostranjenih po tropskoj Americi, od Argentine do južnog Meksika na sjeveru.

## Opis
Lijane, grančice su cilinrične do subtetragonalne, bez interpetiolarnih žljezdanih polja, često s grebenom između suprotnih peteljki; pseudostipule nedostaju ili su lisnate; često s mirisom klinčića. Listovi 2- ili 3-listni; završni listić često zamijenjen jednostavnom ili trostrukom viticom. Cvat je otvorena ili skupljena aksilarna ili završna metlica. Čaška malena, kupasta, obično 5-zupčana; vjenčić bijel, često sićušan, ± ljevkast, oko polovice duljine dvostruko rascijepljen, izvana puberulozan. Prašnici goli, podizvučeni, teke razdvojene, u sredini savijene i prema naprijed savijene. Jajnik koničan, gusto puberulozan; ovuli 2-4-redni u svakoj lokuli. Plod je stisnuta linearna čahura, zalisci paralelni sa septumom, plosnati s blago ili upadljivo uzdignutim rubom. Sjemenke plosnate, 2-krilne s hijalinsko-membranoznim krilcima. 

## Vrste
1. Tynanthus cognatus (Cham.) Miers
2. Tynanthus croatianus A.H.Gentry
3. Tynanthus densiflorus M.C.Medeiros & L.G.Lohmann
4. Tynanthus elegans Miers
5. Tynanthus espiritosantensis M.C.Medeiros & L.G.Lohmann
6. Tynanthus fasciculatus (Vell.) Miers
7. Tynanthus goudotianus (Bureau ex Baill.) Bureau
8. Tynanthus guatemalensis Donn.Sm.
9. Tynanthus labiatus (Cham.) Miers
10. Tynanthus macranthus L.O.Williams
11. Tynanthus micranthus Corr.Mello ex K.Schum.
12. Tynanthus panurensis (Bureau) Sandwith
13. Tynanthus polyanthus (Bureau) Sandwith
14. Tynanthus pubescens A.H.Gentry
15. Tynanthus sastrei A.H.Gentry
16. Tynanthus schumannianus (Kuntze) A.H.Gentry

## Sinonimi
- Schizopsis Bureau ex Baill.; Adansonia 5: 1864 (1865) 371. t. 10, 11